# Provincia de Vientián
La provincia de Vientián (laosiano: ວຽງຈັນ) es una provincia de Laos, localizada al noroeste del país. En el año 1989 la provincia fue dividida en dos mitades: Por un lado se creó la Prefectura de Vientián que contiene a la ciudad capital de Laos, Vientián. Por otro lado disminuyó el tamaño de la provincia de Vientián. 
Posee 15.927 km² de superficie y una población de 419 090 personas.

## Distritos
Se subdivide en doce distritos a saber:
- Feuang
- Hinhurp
- Hom
- Kasy
- Keo Oudom
- Mad
- Phonhong
- Thoulakhom
- Vang Vieng
- Viengkham
- Xaisomboun
- Xanakharm

Los distritos Hom y Xaisomboun provienen de la disuelta Zona Especial de Xaisomboun, y se incorporaron en 2004 y 2006 respectivamente.